# Décès en octobre 1955
Décès
- 1951
- 1952
- 1953
- 1954
- 1955
- 1956
- 1957
- 1958
- 1959

Pour une information complémentaire, voir la page d'aide.

| Date      | Nom          | Pays             | Activités                  | Âge | Source |
| --------- | ------------ | ---------------- | -------------------------- | --- | ------ |
| 5 octobre | Koichi Kawai | Drapeau du Japon | Homme d'affaires japonais. | 69  |        |